# 波多野尹政
波多野 尹政（はたの ただまさ、1844年9月26日（弘化元年8月15日） - 1907年（明治40年）9月27日）は、明治時代の官吏。実業家。銀行家。下総牧羊場（現宮内庁下総御料牧場）第2代場長。日本における牧羊の嚆矢。

## 経歴
相模小田原藩士。塚本権左衛門の三男として生まれ、広瀬藩陪臣・波多野勇次の養子となる。維新の際は勤王党に属した。1873年（明治6年）下総で牧羊を始め、翌年岩手厚雄、李田登太らと勧業寮14等出仕を拝命する。勧業権少属などを経て農務局、会計局に勤務したのち1884年（明治17年）宮内権少書記官に任じ1886年（明治19年）官を辞した。1901年（明治34年）四谷銀行を創立し同頭取を務めた。ほか、教育事業にも携わった。

## 家族
- 実父・塚本権左衛門[5]
- 養父・波多野勇次 ‐ 広瀬藩士[5]
- 長女・まさ ‐ 須藤義衛門の妻[5]
- 二女・とし ‐ 石坂惟寛の長男・勤一郎の妻[5]
- 三女・ゆう ‐ 鉄道工業社長・菅原恒覧の妻。子に菅原通済。[5]
- 長男・波多野友江（友治） ‐ 東京市電気局技師[5][6]